# Parafia Najświętszego Serca Pana Jezusa w Dąbrowie Górniczej
Parafia Najświętszego Serca Pana Jezusa w Dąbrowie Górniczej-Strzemieszycach Wielkich – rzymskokatolicka parafia położona w dekanacie VI – Najświętszego Serca Pana Jezusa, diecezji sosnowieckiej, metropolii częstochowskiej. Powstała w 1911 roku poprzez wydzielenie z parafii w Gołonogu.